# Осенний сон (пьеса)
«Осенний сон» (норв. Draum om hausten) — пьеса норвежского драматурга, лауреата Нобелевской премии по литературе (2023) Юна Фоссе, написанная в 1999 году.

## Сюжет
Действие пьесы происходит на кладбище, где перед церемонией похорон встречаются Мужчина и Женщина. Они беседуют друг с другом и в ходе их разговора становится понятно, что они когда-то встречались и расстались, но любовь снова возвращается к ним.
Местодействия меняется, но не ясно сколько прошло времени.
Когда родители Мужчины приходят хоронить его бабушку, они ждут возвращения сына, но встречаются лишь, когда умирает Отец. Вскоре умирает и сам Мужчина.

## Постановки
Премьера пьесы состоялась 8 сентября 1999 года в Национальном театре в Осло, режиссёр Кай Йонсен. Пьеса получила множество положительных отзывов на международном уровне, что ознаменовало отличие от более ранних пьес Юна Фоссе, получивших неоднозначную реакцию за пределами Скандинавии.
В России
- Театр имени Ленсовета (реж. Юрий Бутусов)[3]